# Big Crunch

Big Crunch som det skulle kunna se ut.

Big crunch (stora krossen, ibland stora söndermalningen) kallas en av teorierna om universums möjliga framtida utveckling. Den går i stort sett ut på att universums pågående utvidgning skulle avstanna på grund av den samlade gravitationen och småningom vändas till en sammandragning. Till slut skulle allting kollapsa i en enda stor hopskrynkling. Vetenskapen lutar dock för närvarande mot uppfattningen att ett mer sannolikt scenario är att utvidgningen fortsätter tills allting är så utspätt och kallt att det egentligen inte finns någonting kvar. Färska rön har dock påvisat en stor mängd mörk materia och mörk energi, som man ännu inte är helt på det klara med vad den består i, som också kan resultera i att allting slits i stycken, i ett big rip.

### Fotnoter
1. ↑  Så funkar universum, James Muirden
2. ↑  Så funkar rymden, Stuart Atkinson, 1990